# Secretário de Segurança Interna dos Estados Unidos
O Secretário de Segurança Interna dos Estados Unidos é o chefe do Departamento de Segurança Interna dos Estados Unidos, o departamento federal encarregado de garantir a segurança pública nos Estados Unidos. O secretário é membro do Gabinete dos Estados Unidos. O cargo foi criado pela Lei de Segurança Interna após os ataques terroristas de 11 de setembro de 2001.
O novo departamento consistia principalmente em componentes transferidos de outros departamentos do Gabinete devido ao seu papel na segurança interna, como a Guarda Costeira, o Serviço de Proteção Federal, a Alfândega e Proteção de Fronteiras (que inclui o Serviço de Patrulha de Fronteiras dos Estados Unidos), o Serviço de Imigração e Controle de Aduanas (que inclui o Homeland Security Investigations), o Serviço Secreto dos Estados Unidos e a Agência Federal de Gestão de Emergências.
Com mais de 200,000 funcionários, o DHS é o terceiro maior departamento do Gabinete, depois dos Departamentos de Defesa e de Assuntos de Veteranos dos Estados Unidos. O DHS também concentra as funções e responsabilidades federais mais diversas, incorporando 22 órgãos governamentais em uma única organização.
A atual secretária de segurança interna é Kristi Noem, desde 25 de janeiro de 2025.

## Inclusão na linha de sucessão presidencial
Tradicionalmente, a ordem da linha de sucessão presidencial é determinada, após o vice-presidente, o presidente da Câmara dos Representantes e o presidente pro tempore do Senado, pela ordem de criação dos cargos do Gabinete, sendo estabelecida dessa forma sob o Título 3 do Código dos Estados Unidos §19.
Em 9 de março de 2006, o presidente Bush assinou a HR 3199 como a Lei Pública 109-177, que renovou a USA PATRIOT Act e reformou a Lei de Sucessão Presidencial para incluir o Secretário de Segurança Interna na linha de sucessão, após o Secretário de Assuntos de Veteranos. No 109.º Congresso dos Estados Unidos, foi introduzida uma legislação para posicionar o Secretário de Segurança Interna na linha de sucessão após o Procurador-Geral, mas essa lei expirou ao final do 109º Congresso e não foi reintroduzida.

## Lista de secretários de Segurança Interna
Antes da criação do Departamento de Segurança Interna dos Estados Unidos, existia um assistente do presidente para o Escritório de Segurança Interna, que foi criado após os ataques de 11 de setembro de 2001.
Partidos
      Republicano (7)
      Democrata (4)
      Independente (5)
Estado
      Indica Secretário de Segurança Interna interino
| Num. | Num. | Retrato            | Nome                                                    | Votos do Senado | Mandato                 | Mandato                 | Mandato          | Estado de residência | Presidente | Presidente                   |
| Num. | Num. | Retrato            | Nome                                                    | Votos do Senado | Assumiu o cargo         | Deixou o cargo          | Duração          | Estado de residência | Presidente | Presidente                   |
| ---- | ---- | ------------------ | ------------------------------------------------------- | --------------- | ----------------------- | ----------------------- | ---------------- | -------------------- | ---------- | ---------------------------- |
| 1    |      | Tom Ridge          | Tom Ridge (Nasceu 26 de agosto de 1945)                 | 94–0            | 24 de janeiro de 2003   | 1 de fevereiro de 2005  | 2 anos, 8 dias   | Pensilvânia          |            | George W. Bush (2001–2009)   |
| –    |      | James Loy          | James Loy (Nasceu 10 de agosto de 1942) Interino        | –               | 1 de fevereiro de 2005  | 15 de fevereiro de 2005 | 14 dias          | Pensilvânia          |            | George W. Bush (2001–2009)   |
| 2    |      | Michael Chertoff   | Michael Chertoff (Nasceu 28 de novembro de 1953)        | 98–0            | 15 de fevereiro de 2005 | 21 de janeiro de 2009   | 3 anos, 341 dias | Nova Jérsei          |            | George W. Bush (2001–2009)   |
| 3    |      | Janet Napolitano   | Janet Napolitano (Nasceu 29 de novembro de 1957)        | Voice vote      | 21 de janeiro de 2009   | 6 de setembro de 2013   | 4 anos, 228 dias | Arizona              |            | Barack Obama (2009–2017)     |
| –    |      | Rand Beers         | Rand Beers (Nasceu 30 de novembro de 1942) Interino     | –               | 6 de setembro de 2013   | 23 de dezembro de 2013  | 108 dias         | Distrito de Columbia |            | Barack Obama (2009–2017)     |
| 4    |      | Jeh Johnson        | Jeh Johnson (Nasceu 11 de setembro de 1957)             | 78–16           | 23 de dezembro de 2013  | 20 de janeiro de 2017   | 3 anos, 28 dias  | Nova Jérsei          |            | Barack Obama (2009–2017)     |
| 5    |      | John F. Kelly      | John F. Kelly (Nasceu 11 de maio de 1950)               | 88–11           | 20 de janeiro de 2017   | 31 de julho de 2017     | 192 dias         | Massachusetts        |            | Donald Trump (2017–2021)     |
| –    |      | Elaine Duke        | Elaine Duke (Nasceu 26 de junho de 1958) Interina       | –               | 31 de julho de 2017     | 6 de dezembro de 2017   | 128 dias         | Ohio                 |            | Donald Trump (2017–2021)     |
| 6    |      | Kirstjen Nielsen   | Kirstjen Nielsen (Nasceu 14 de maio de 1972)            | 62–37           | 6 de dezembro de 2017   | 10 de abril de 2019     | 1 ano, 125 dias  | Flórida              |            | Donald Trump (2017–2021)     |
| –    |      | Kevin McAleenan    | Kevin McAleenan (Nasceu 5 de setembro de 1971) Interino | –               | 10 de abril de 2019     | 13 de novembro de 2019  | 217 dias         | Havaí                |            | Donald Trump (2017–2021)     |
| –    |      | Chad Wolf          | Chad Wolf (Nasceu 21 de junho de 1976) Interino         | –               | 13 de novembro de 2019  | 11 de janeiro de 2021   | 1 ano, 59 dias   | Virgínia             |            | Donald Trump (2017–2021)     |
| –    |      | Pete Gaynor        | Pete Gaynor (Nasceu 1968) Interino                      | –               | 11 de janeiro de 2021   | 20 de janeiro de 2021   | 9 dias           | Rhode Island         |            | Donald Trump (2017–2021)     |
| –    |      | David Pekoske      | David Pekoske (Nasceu 5 de maio de 1955) Interino       | –               | 20 de janeiro de 2021   | 2 de fevereiro de 2021  | 13 dias          | Connecticut          |            | Joe Biden (2021–2025)        |
| 7    |      | Alejandro Mayorkas | Alejandro Mayorkas (Nasceu 24 de novembro de 1959)      | 56–43           | 2 de fevereiro de 2021  | 20 de janeiro de 2025   | 3 anos, 353 dias | Distrito de Columbia |            | Joe Biden (2021–2025)        |
| –    |      |                    | Benjamine Huffman Interino                              | –               | 20 de janeiro de 2025   | 25 de janeiro de 2025   | 5 dias           | Texas                |            | Donald Trump (2025–presente) |
| 8    |      |                    | Kristi Noem (Nasceu 30 de novembro de 1971)             | 59–34           | 25 de janeiro de 2025   | Presente                | 55 dias          | Dakota do Sul        |            | Donald Trump (2025–presente) |